# Put your hands together
Put your hands together is een lied van The O'Jays. Het is geschreven door muziekproducenten Kenny Gamble en Leon Huff en gaat over het bidden en hopen voor een betere toekomst. Het lied werd in december 1973 uitgebracht als eerste single van hun album Ship Ahpy, een soort conceptplaat over de slavenhandel/slavernij en de erbarmelijke omstandigheden daarbij. Op de B-kant staat de albumtrack You got your hooks in me. gaat Put your hands together werd na Back Stabbers en Love Train de derde Amerikaanse top 10-hit voor The O'Jays.

## Hitnotering

### Nederlandse Top 40
Put your hands together was eerst alarmschijf.
| Hitnotering: week 51/1973 t/m 5/1974 | Hitnotering: week 51/1973 t/m 5/1974 | Hitnotering: week 51/1973 t/m 5/1974 | Hitnotering: week 51/1973 t/m 5/1974 | Hitnotering: week 51/1973 t/m 5/1974 | Hitnotering: week 51/1973 t/m 5/1974 | Hitnotering: week 51/1973 t/m 5/1974 | Hitnotering: week 51/1973 t/m 5/1974 | Hitnotering: week 51/1973 t/m 5/1974 |
| Week:                                | 1                                    | 2                                    | 3                                    | 4                                    | 5                                    | 6                                    | 7                                    |                                      |
| ------------------------------------ | ------------------------------------ | ------------------------------------ | ------------------------------------ | ------------------------------------ | ------------------------------------ | ------------------------------------ | ------------------------------------ | ------------------------------------ |
| Positie:                             | 28                                   | 23                                   | 20                                   | 19                                   | 25                                   | 35                                   | 40                                   | uit                                  |

### NederlandseDaverende 30
| Hitnotering: 22-12-1973 t/m 25-1-1974 | Hitnotering: 22-12-1973 t/m 25-1-1974 | Hitnotering: 22-12-1973 t/m 25-1-1974 | Hitnotering: 22-12-1973 t/m 25-1-1974 | Hitnotering: 22-12-1973 t/m 25-1-1974 | Hitnotering: 22-12-1973 t/m 25-1-1974 |
| Week:                                 | 1                                     | 2                                     | 3                                     | 4                                     |                                       |
| ------------------------------------- | ------------------------------------- | ------------------------------------- | ------------------------------------- | ------------------------------------- | ------------------------------------- |
| Positie:                              | 30                                    | 20                                    | 21                                    | 24                                    | uit                                   |

### België / Verenigd Koninkrijk/ VS
In België en het Verenigd Koninkrijk haalde het geen notering. In de Verenigde Staten haalde het een tiende plaats in de Billboard Hot 100.